# Rejon derażniański
Rejon derażniański – była jednostka administracyjna wchodząca w skład obwodu chmielnickiego Ukrainy. W 2020 roku, w wyniku reformy decentralizacyjnej, przekształcony w hromadę.
Rejon utworzony w 1965, miał powierzchnię 910 km² i liczył około 38.000 mieszkańców. Siedzibą władz rejonu była Derażnia.
Na terenie rejonu znajdowały się jedna miejska rada, dwie osiedlowe rady i 27 silskich rad, obejmujących w sumie 59 miejscowości.

## Miejscowości rejonu
- Adamówka
- Berezówka(inne języki)[3]
- Bohdanowce[4][5]
- Bomkowa(inne języki)
- Bożykowce
- Bucniowa
- Czereszeńka(inne języki)[6]
- Czernielowce[7]
- Derażnia (Деражня)
- Hałuzińce[8]
- Hatna(inne języki)[9]
- Hryszki(inne języki)[10]
- Huta Nowa (Гута)
- Huta Stara(inne języki)[11] (Стара Гута)
- Jabłonówka (Яблунівка)
- Jawtuchy
- Jaśkowce[12][13]
- Kajtaniwka (Кайтанівка)
- Kalna[14]
- Kłopotowce(inne języki)[15]
- Kopaczówka[16]
- Korżowce[17]
- Karaczyńce (Коричинці)
- Krasnosiółka(inne języki)[18]
- Litki(inne języki)[19]
- Łozowe
- Majdan Czernielowski(inne języki)[20]
- Majdan Nowy (Новий Майдан)
- Majdan Stary (Старий Майдан)
- Makarów(inne języki)[21] (Макарове)
- Manikowce
- Markówka[22] (Марківка)
- Mazniki(inne języki)[23]
- Niżne[24]
- Nowosiółka[25]
- Nowostrojiwka (Новостроївка)
- Osykowe (Осикове)
- Owsianiki(inne języki)[26]
- Pylypy (Пилипи)
- Pidlisne (Підлісне)
- Podoljanske (Подолянське)
- Radiwci(Радівці)
- Radiańske (Радянське)
- Rosochy (Розсохи)
- Sadowe (Садове)
- Sinowody (Сіноводи)
- Słobidka (Слобідка)
- Spiczyńce[27] (Шпичинці)
- Stepiwka (Степівка)
- Strekiw (Стреків)
- Szarki[28] (Шарки)
- Szelechów[29]
- Szelechowska Słobódka[30][31][32] (Слобідка-Шелехівська)
- Szyińce(inne języki)[33]
- Teperówka (Теперівка)
- Wołkowińskie Futory (Городище)
- Wołkowińce
- Wołoskie (Волоське)
- Zahińce
- (Згар)
- Zharek[34] (Згарок)
- Ziańkowce[35] (Зяньківці)